# Lista blanca
Una lista blanca (en inglés: whitelist o allowlist) es una lista o registro de entidades que, por una razón u otra, pueden obtener algún privilegio particular, servicio, movilidad, acceso o reconocimiento. Por el contrario la lista negra es la compilación que identifica a quienes serán denegados, no reconocidos u obstaculizados.

## Listas blancas de correo electrónico
Una lista blanca de correo electrónico es una lista de contactos que son aceptados para recibir su correo, evitando pasarlo por algún filtro (antispam) de análisis o que sea descartado.
Los filtros antispam que vienen con los clientes de correo tienen tanto listas blancas como listas negras de remitentes y listas de términos que son buscados en los mensajes. La lista blanca de remitentes es una lista tanto de direcciones de correo, como nombres de dominio y/o direcciones IP, para aceptar la recepción de los correos recibidos.
Algunos proveedores de servicios de Internet tienen sus propias listas blancas que utilizan para aceptar el correo electrónico antes de enviarlo a sus clientes. Estos proveedores reciben los pedidos de empresas legitimadas para ser agregadas a estas listas blancas. Algunas empresas, incluso, pagan para estar un período en estas listas blancas y poder enviar sus correos a los destinatarios sin problemas. Los fondos recaudados son generalmente utilizados por los proveedores para mantener un fuerte sistema antispam en funcionamiento [cita requerida]
Si la lista blanca es exclusiva, solamente se aceptan remitentes de esas direcciones. Si no es exclusiva, permite evitar que el correo sea borrado o enviado a la carpeta de spam por el sistema antispam. Generalmente, solo los usuarios finales configuran filtros antispam de borrado de correo para direcciones que no están en la lista blanca.
El uso conjunto de listas blancas y listas negras permiten bloquear mensajes no deseados y permiten a los mensajes deseados ser recibidos, pero no son una solución perfecta. Las listas blancas son utilizadas para reducir incidentes de tipo falso positivo, basados en la presunción de que los correos legítimos provienen de un grupo limitado y pequeño de remitentes. Para bloquear el mayor porcentaje del spam, los filtros de correo deben ser continuamente actualizados para incluir los orígenes no deseados en ellos y evitar su recepción.

### Listas blancas no comerciales
Las listas blancas no comerciales son administradas por organizaciones sin fines de lucro, proveedores de servicios de Internet y otras organizaciones interesadas en bloqueo de spam. Independiente si ellas cobran tasas por incluir una dirección en sus listas, los remitentes deben pasar por una serie de pruebas; por ejemplo, su servidor de correo no debe ser un Open Relay y debe tener una dirección IP fija. El operador de la lista blanca puede quitar de ella algún servidor o remitente si se recibe una queja.

### Listas blancas comerciales
Se trata de listas que dan un cierto beneficio o evitan controles a personas u organizaciones que pagan para ello, generalmente por un mecanismo de subscripción. 
Algunos proveedores de servicios de Internet permiten el envío de correo, sin pasar por los filtros antispam, con destino a sus cliente, por parte de organizaciones o empresas que pagan una cierta tasa, por mensaje o período de tiempo. De esta forma el remitente obtiene la seguridad de que su mensaje no será detenido.  También empresas de telefonía celular han empezado a aceptar envíos de mensajes de texto a sus cliente, por parte de remitentes con permisos especiales, sin detener los miles de mensajes concurrentes.
El propósito de las listas blancas comerciales es permitir a las empresas llegar a los usuarios finales con seguridad.
Algunos proveedores de estos servicios son GoodMailSystems's Certified Email, Return Path Certification Archivado el 10 de septiembre de 2012 en Wayback Machine., eco's Certified Senders Alliance, y el Spamhaus Whitelist.

## Listas blancas en redes informáticas
Otro uso de las listas blancas es en seguridad de redes locales de computadores (LAN). Los administradores configuran las direcciones MAC en listas blancas para controlar derechos e identificación en la red. Se utiliza esto cuando el cifrado no es una solución viable o también junto con un sistema de cifrado. Es una seguridad relativa ya que vulnerable a ataques de spoofing de direcciones MAC.
Es generalmente utilizada en los punto de acceso inalámbrico.

## Listas blancas de software
Si una organización mantiene una lista blanca de software, se trata de una lista de software aceptado para su uso. Por ejemplo, un centro educativo puede utilizar una lista blanca para asegurar que su equipamiento solo cuenta con software que ha sido apropiadamente aceptado para su uso.

## Listas blancas de aplicaciones
Una tendencia emergente en el combate de virus informáticos y malware es la utilización de listas blancas de aplicaciones o programas informáticos considerados seguros para ser ejecutados, bloqueando los otros. Algunos consideran esta tendencia como una seguridad superior basada en firmas que mejora la seguridad de los antivirus, basada generalmente en listas negras.
Estos programas disponen de un sistema de control administrativo sobre la lista blanca para prevenir la inclusión de posibles malware pero ellos no pueden detener los procesos que ya están corriendo que podrían llegar a obtener acceso privilegiado (y, por lo tanto pasan por encima del control de lista blanca).
Además, algunas versiones del sistema operativo Unix, como HP-UX han incoprorado una funcionalidad llamada "HP-UX Whitelisting" en la versión 11iv3. El sistema de HP-UX Whitelisting (WLI) ofrece protección a nivel de archivos y recursos del sistema basado en tecnología de cifrado RSA. WLI es complementario al sistema tradicional con control de acceso discrecional (DAC) del los sistemas Unix, basados en usuario, grupo y permisos de archivos. En sistemas de archivos con un control por lista de acceso (ACL), como ser VxFS o HFS no se aplica este sistema.